# Долгопёровые
Долгопёровые, или крылопёровые (лат. Dactylopteridae), — семейство морских лучепёрых рыб из отряда иглообразных. Ранее включали в состав отряда Scorpaeniformes.
Для всех долгопёровых характерны непропорционально большая голова, вложенная в прочный костный панцирь, тяжелое тело и грудные плавники, состоящие из двух частей - задней, которая представлена длинными лучами, соединёнными нормальной перепонкой и передней, образованной несколькими короткими лучами, окончания которых без мембран. Два спинных плавника. Перед первым спинным плавником располагаются одна или две свободные колючки, первая из которых может быть на затылке. Длина тела не превышает 50 см.
Эти рыбы живут в прибрежной зоне у морского дна, по которому они могут «ходить», используя брюшные плавники и короткие лучи грудных плавников. Молодые особи ведут пелагический образ жизни, не удаляясь далеко от берегов. Такие мальки в некоторых районах составляют довольно обычную пищу тунцов.
Долгопёровые имеют широкое распространение во всех тёплых морях и отсутствуют только в восточной части Тихого океана. Они вполне съедобны и в Японии, например, используются в пищу. Однако их нельзя отнести к промысловым рыбам, так как численность их невелика.

## Классификация
В состав семейства включают два рода с 7 видами:
- Род Dactyloptena Jordan & R. E. Richardson, 1908 — Дактилоптены
  - Дактилоптена Гильберта (Dactyloptena gilberti)
  - Крупнопятнистая дактилоптена (Dactyloptena macracantha)
  - Dactyloptena orientalis (Cuvier, 1829) — Восточная дактилоптена, или восточная летучка
  - Dactyloptena papilio
  - Dactyloptena peterseni (Nyström, 1887) — Восточный долгопёр Петерсена, или япономорский крылопёр
  - Dactyloptena tiltoni
- Род Долгопёры (Dactylopterus)
  - Средиземноморский долгопёр (Dactylopterus volitans)